# Хадли, Кент
Кент Уильям Хадли (англ. Kent William Hadley; 17 декабря 1934, Покателло, Айдахо — 10 марта 2005, там же) — американский бейсболист, игрок первой базы. Выступал в Главной лиге бейсбола с 1958 по 1960 год. Большую часть карьеры провёл в Японской лиге, играя за клуб «Нанкай Хокс». Участник матча всех звёзд Японской лиги 1963 года, победитель Японской серии 1964 года.

## Биография

### Ранние годы и начало карьеры
Кент Хадли родился 17 декабря 1934 года в Покателло в штате Айдахо. Единственный ребёнок в семье полицейского Гленна Хадли и его супруги Дороти. Любовь к бейсболу он унаследовал от отца и деда. В возрасте 13 лет Хадли выиграл конкурс эссе и получил место бэтбоя в команде «Покателло Кардиналс». В старшей школе он был основным первым базовым команды. К моменту выпуска им интересовался ряд клубов Главной лиги бейсбола, но Хадли хотел получить образование в колледже.
Скаут «Нью-Йорк Янкис» посоветовал ему связаться с Южно-Калифорнийским университетом. Тренер его команды Род Дедо сказал, что ему стоит провести год в городском колледже Пасадины, чтобы адаптироваться к студенческой жизни. Хадли последовал этому совету и после года в колледже Пасадины получил спортивную стипендию в университете. Позднее он говорил, что Дедо повлиял на его карьеру больше, чем кто-либо ещё.
В период выступлений за студенческую команду Хадли стал известен своей силой. В одном из матчей выбитый им мяч улетел на 470 футов (чуть больше 143 метров). Окончив университет с дипломом в области антропологии, он получил предложения от нескольких профессиональных клубов. Он побывал на просмотрах в Чикаго, Цинциннати и Детройте. Тренер «Тайгерс» Джо Гордон был впечатлён увиденным. Спустя несколько дней Хадли подписал с клубом контракт. На его решение, среди прочих факторов, повлияли небольшая глубина правой части аутфилда на домашнем стадионе команды и невысокий уровень конкуренции на позиции игрока первой базы.
Карьеру Хадли начал в клубе B-лиги «Терре-Хот Тайгерс», но уже после четырёх игр его перевели на уровень выше. Большую часть сезона 1956 года он провёл в «Огасте Тайгерс» и «Сиракьюз Чифс». По итогам шестидесяти сыгранных матчей его показатель отбивания составил 24,4 %. Несмотря на в целом скромные показатели, тренерский штаб «Детройта» включил Хадли в состав на весенние сборы 1957 года. Незадолго до них он женился на сестре своего близкого друга Мэри Баньярд.
Пройдя с основным составом предсезонную подготовку, Хадли на сезон 1957 года снова был направлен в Огасту. Его эффективность на бите по итогам чемпионата составила 27,9 %, он выбил девять хоум-ранов. После окончания сезона «Тайгерс» обменяли его в «Канзас-Сити Атлетикс».

### Главная лига бейсбола
Весной 1958 года Хадли провёл сборы в составе «Атлетикс», но тренеры сочли его игру недостаточно агрессивной. Чемпионат он начал в фарм-клубе «Литл-Рок Трэвелерс», где стал лидером лиги с 34 выбитыми хоум-ранами. «Канзас-Сити» же по ходу сезона обменяли своего первого базового Вика Пауэра в «Кливленд Индианс». В сентябре Хадли был возвращён в состав и дебютировал за «Атлетикс» в Главной лиге бейсбола. До конца года он сыграл в трёх матчах и выбил два хита.
Межсезонье он провёл во Флоридской зимней лиге, где тоже был лидером по количеству хоум-ранов. Директор «Атлетикс» по игровому персоналу Джордж Селкерк называл Хадли будущим «основным первым базовым команды». За место в составе Хадли пришлось конкурировать с более опытными Харри Симпсоном, Престоном Уордом и Диком Уильямсом. Здесь ему снова пришлось бороться с недостаточной агрессивностью в своей игре. Хадли попал в состав «Атлетикс» на День открытия сезона, а по ходу чемпионата его показатель отбивания составил 25,3 %.
После окончания сезона «Атлетикс» обменяли его, шортстопа Джо Демаэстри и аутфилдера Роджера Мэриса в «Нью-Йорк Янкис». Крупный обмен вызвал протесты остальных клубов лиги: с 1955 года, когда «Атлетикс» переехали в Канзас-Сити, они провели пятнадцать сделок с «Янкис» и в большинстве случаев они были в пользу нью-йоркской команды.
Чемпионат 1960 года Хадли начал на скамейке запасных и чаще выходил на поле в роли пинч-хиттера. В июне, когда травму получил Билл Сковрон, он получил шанс проявить себя, но не использовал его. В игре с «Кливлендом» Хадли не смог поймать мяч в защите, из-за чего «Янкис» проиграли матч. После этого тренер команды Кейси Стенгел начал считать Хадли трусом. В августе команда выменяла из «Сан-Франциско Джайентс» опытного Дейла Лонга, а Хадли был переведён в фарм-клуб «Ричмонд Вирджинианс», где доиграл чемпионат. Следующий сезон он провёл в «Сан-Диего Падрес» из Лиги Тихоокеанского побережья. В конце 1961 года любая команда лиги могла выбрать Хадли на ежегодном драфте, но этого не произошло. Чувствуя, что шансы на возвращение на высший уровень невысоки, он решил попробовать свои силы в Японии.

### Японская лига
Род Дедо порекомендовал Хадли клубу «Нанкай Хокс», имевшему тесные связи с командой Южно-Калифорнийского университета. Весной 1962 года «Янкис» и комиссар Главной лиги бейсбола Форд Фрик дали разрешение на ведение переговоров. «Хокс» предложили ему двухлетний контракт с оплатой аренды дома и транспорта, а заработная плата Хадли превышала ту, что была у него в США. Он согласился и приехал в Японию через месяц после начала чемпионата 1962 года.
В своём первом же выходе на биту Хадли выбил хоум-ран, чего ранее не удавалось ни одному иностранцу, игравшему в Японской лиге. Многообещающее начало не привело к выдающимся показателям по итогам сезона. Его показатель отбивания к концу чемпионата составил 26,6 %, он выбил всего 11 хоум-ранов. Сказались другие размеры страйковой зоны, другой стиль игры питчеров и отсутствие полноценной подготовки. При этом Хадли нравился более командный подход к игре, в отличие от индивидуализма, присущего игре в США.
В Японии Хадли отыграл шесть сезонов. В 1963 году, ставшим для него самым успешным, он был включён в число участников матча звёзд лиги. Его показатель отбивания в этом сезоне составил 29,5 %, он выбил 30 хоум-ранов. Три раза подряд, с 1964 по 1966 год, «Хокс» выигрывали турнир Тихоокеанской лиги. В 1964 году команда выиграла Японскую серию у «Хансин Тайгерс» в семи матчах. В четвёртой игре финала Хадли выбил победный хоум-ран.
В 1966 году его результативность начала снижаться, хотя именно в этом сезоне Хадли стал первым иностранцем, выбившим 100 хоум-ранов в Японской лиге. Он провёл в составе «Хокс» ещё один год, после чего в клубе решили не продлевать с ним контракт. Вернувшись в США, в бейсбол он больше не играл.

### После бейсбола
После завершения карьеры Хадли жил в Покателло, занимался бизнесом в сфере страхования. С супругой они вырастили сына и дочь, но их брак распался в конце 1990-х годов. Последние годы жизни он прожил в одиночестве.
Скончался Кент Хадли 10 марта 2005 года от болезни печени. Ему было 70 лет.